# Pierre-Auguste Renoir
Pierre-Auguste Renoir (født 25. februar 1841 i Limoges i Haute-Vienne; død 3. december 1919 i Cagnes-sur-Mer, Provence-Alpes-Côte d'Azur) var en fransk impressionistisk maler, litograf og billedhugger.
Fra sit 13. til 18. år var han porcelænsmaler, derefter malede han rullegardiner og tjente så godt, at han kunne dyrke malerkunst. 1859 var han elev af Charles Gleyre (1806-1874), hos hvem Manet og Alfred Sisley også var elever. 
Efterhånden kunne han leve af at male portrætter, og i Mor Anthonys lille kunstnerknejpe i Mariotte (Le cabaret de la Mère Antony à Bourron-Marlotte) fandt han beslægtede sjæle, og snart sad han bænket sammen med malerkunstens oprørere, impressionisterne, under Manets førerskab i Café Guerbois (1866-70) i Paris. 
| - Mor Anthonys værtshus og Café Guerbois - Renoir, 1866 - Manet: Café Guerbois, 1869 |

## Liv og gerning
Renoir debuterede på Salonen 1864 med Esmeralda. I 1866 kom Interiør af Mor Anthonys Cabaret (Gl. Fåhräus’ Samlinger, udstillet i København 1921), Diana i Skoven (1867), Om sommeren (1868/1869, Berlins Nationalgalleri), Lisa (1867, museet i Hag; hvidklædt Dame med opslået Parasol, stående i hel figur i en have) – et værk, der viser hans kunst i hele dens friske, naivt-oprindelige og monumentale skønhed –, Amazone (1873, Hamburgs Kunsthalle), Mme Hartmann (1874, Luxemburg-Museet), Mme Charpentier med Børn (1878, New Yorks Metropol-Museum) etc. I sine første lidt mørkladne arbejder var han påvirket af Gustave Courbet, som i Mor Anthonys Cabaret (værtshus, kunstnerknejpe). Snart blev han friluftsmaleren, der i sine lyse billeder søgte at fæstne sollysets regnbueskala. 

### Figurbilleder
I sine figurbilleder viste han ofte en evne til at gribe det flygtige moment i ansigtsudtrykket, i blik, smil og holdning (fx Pigen ved klaveret). Han malede til det sidste kvindefigurer, unge kvinder med fyldige legemer.
Han fik dem ud i det fri og lod solen og lyset spille på dem, så de bløde, varmblodige legemer stod med regnbuefarvet hud. Han kunne male dem på en måde der fører tanken hen på det 18. århundrede og Fragonard, til tider også på Ingres, hvem Renoir beundrede, og hvis fine linjefølelse kunne være beslægtet med Renoirs, så vidt forskellig deres maleriske syn end var. 
Hans mange smilende pigeportrætter og nøgne ungpigeskikkelser ved stranden kunne dog ofte ende i manér med en forgrovet, rød hudfarve (som i billedet i den franske stats eje, på Den frie Udstilling i København 1924) eller med et farvernes regnbuespil, der kunne minde om uldvævens mangefarvede tråde. 
Af Renoirs omfattende produktion kan desuden nævnes: Landingsplads ved Seinen, Teaterloge, Muntre par i idet fri, fra Luxembourg-Samlingen: Unge Piger ved Klaveret, Gyngen, Læsende Kvinde, Jernbanebroen ved Chatou, Seinens Bredder, Le moulin de la galette (forarbejde i Tetzen-Lunds samlinger), Børn i Vargemont (1884, Berlins Nationalgallleri), Pigeportræt (Stockholms Nationalmuseum), Coco (1910).

## Renoir i Danmark
I Danmark har der været lejlighed til at følge Renoir, blandt andet ved Foreningen for fransk kunsts store udstilling 1921, Den frie Udstilling 1914 i Kunstmuseet, udstillingerne 1919 og 1920 og ved indkøb til private og offentlige samlinger, Ordrupgård: smukke billeder (Fortrolige Meddelelser, Rumænerinde m. v.). Værker i Ny Carlsberg Glyptotek og hos Tetzen-Lund.

## Galleri
- Mor Anthonys værtshus (Le cabaret de la Mère Antony à Bourron-Marlotte) 1866
- La Grenouillère, 1868, Nationalmuseet i Stockholm, Sverige
- Portræt af Alfred Sisley, 1868
- Claude Monet maler i sin have i Argenteuil, 1873, Wadsworth Athenaeum, Hartford, Connecticut
- Portræt af Claude Monet, 1875, Musée d'Orsay, Paris
- Pige med vandkande, 1876, National Gallery of Art
- Dans i Le Moulin de la Galette, 1876
- Mme. Charpentier og hendes børn, 1878, Metropolitan Museum of Art, New York
- Ved vandet, 1880, Art Institute of Chicago, Chicago
- Sejlernes frokost, 1880-1881, The Phillips Collection Washington, DC
- To søstre, 1881, Art Institute of Chicago
- Portræt af Charles og Georges Durand-Ruel, 1882
- Dansen på landet, 1883, Musée d'Orsay, Paris
- Pige med ring, 1885
- Moderskab, 1885
- Pige som fletter sit hår (Suzanne Valadon), 1885
- Portræt af Berthe Morisot og hendes datter Julie Manet, 1894
- Kunstnerens familie, 1896, The Barnes Foundation, Merion, Pennsylvania
- Portræt af Ambroise Vollard, 1908
- Portræt af Paul Durand-Ruel, 1910

### Nøgenmalerier
- Jagtgudinden Diana, 1867, The National Gallery of Art Washington, DC
- Nøgen kvinde i solen, 1875, Musée d'Orsay, Paris
- Siddende pige, 1883
- De store badepiger, 1887, Philadelphia Museum of Art, Philadelphia
- Efter badet, 1888
- Tre badere, 1895, Cleveland Museum of Art Cleveland, Ohio
- Kvinde på en sofa (Gabrielle), 1906-1907
- Efter badet, 1910, Barnes Foundation, Merion, Pennsylvania
- Kvinde ved brønden, 1910
- Siddende bader tørrer benet, 1914, Musee de l'Orangerie, Paris
- Kvinder som bader, 1916, Nationalmuseet i Stockholm
- Badere, 1918, Barnes Foundation, Merion, Pennsylvania

### Skulpturer
- Buste af Coco[2], 1908
- Venus Victorieuse, ca. 1913
- Venus Victorious, 1914
- Vaskende kvinde, 1916-17